# Mario Mascia
Mario Mascia (Avellino, 1917 – Garavan, 17 giugno 1940) è stato un militare italiano, decorato con la medaglia d'oro al valor militare alla memoria nel corso della seconda guerra mondiale.

## Biografia
Nacque ad Avellino nel 1917, figlio di Riccardo. 
Conseguito il diploma magistrale a Salerno, nel gennaio 1939 veniva chiamato a prestare servizio di leva nel Regio Esercito. Ammesso a frequentare il corso allievi ufficiali di complemento presso l'87º Reggimento fanteria "Friuli" di stanza ad Arezzo, fu promosso aspirante nel settembre 1939 e sottotenente di complemento alla fine dello stesso anno, mentre prestava servizio nel 90º Reggimento fanteria "Salerno" . Trattenuto in servizio attivo nell'aprile 1940, in vista dell'entrata in guerra del Regno d'Italia, partecipava dal giugno successivo, al comando del 1º plotone della compagnia arditi reggimentale alle operazioni belliche sulla frontiera occidentale. Cadde in combattimento il 22 giugno 1940 al Passo del Paradiso, e fu insignito successivamente della medaglia d'oro al valor militare alla memoria.

### Fonti
1. ↑  Gruppo Medaglie d'Oro al Valore Militare 1965, p. 398.
2. 1 2 3 4  Combattenti Liberazione.
3. ↑  quirinale.it
4. ↑  Registrato alla Corte dei conti lì 14 dicembre 1940,  registro 46 guerra, foglio 51.